# Vega (raketa)
VEGA (Vettore Europeo di Generazione Avanzata, Evropska raketa napredne generacije) je lahka nosilna raketa za enkratno uporabo. Raketo so skupaj razvili Italijanska in Evropska vesoljska agencija. Razvoj se je začel leta 1998, prva izstrelitev s Kouroja je bila 12. februarja 2012. V prihodnosti bo izstrljenih še vsaj 10 raket, oziroma vsaj do konca leta 2018Z raketami operira podjetje Arianespace. Do 2014 so izvedli tri izstrelitve, vse uspešne.
Vega lahko vtiri 300-2500 kilogramov, odvisno od orbite. Orbita je lahko polarna, nizkozemeljska ali pa druga. 
Prva, druga in tretja stopnja uporabljajo motorje na trdo gorivo. Zgornja (četrta) stopnja pa uporablja tekoča hipergolična goriva.
Raketa je visoka 30 metrov in 3 metre široka. Masa rakete ob izstrelitvi je 137 ton.
Cena razvoja je bil okrog €710 milijonov, ESA je porabila še dodatnih €400 milijonov za sponzoriranje prvih 5 letov. Cena izstrelitve je ocenjena na okrog €32 milijonov. 